# Parafia Niepokalanego Poczęcia Najświętszej Maryi Panny w Wigrach
Parafia Niepokalanego Poczęcia Najświętszej Maryi Panny w Wigrach – rzymskokatolicka parafia należąca do dekanatu Suwałki – Ducha Świętego, diecezji ełckiej.

## Historia
- W 1680 Kameduli z Wigier zbudowali, nieopodal swojej siedziby na półwyspie wigierskim (około 1 km), drewniany kościół pw. św. Marii Magdaleny. Ponieważ reguła zakonu nie pozwalała im prowadzić duszpasterstwa opłacali do tego celu księży diecezjalnych (do 1763), a później bernardynów z Tykocina. Kościół służył wiernym z dóbr klasztornych i okolicznych wsi królewskich. Z czasem od wezwania kościoła przyjęła się nazwa wsi Magdalenowo[1].
- 19 listopada 1788 biskup wileński Ignacy Jakub Massalski erygował kanonicznie parafię w Magdalenowie[1][2].
- W 1796 roku władze zaborcze Prus skonfiskowały dobra Kamedułów Wigierskich, a w 1800 usunięto ich z Wigier. Zespół klasztorny został zajęty przez nowo utworzone (16.03.1799) biskupstwo wigierskie[3].
- W 1810 przeniesiono nabożeństwa z Magdalenowa do kościoła pokamedulskiego w Wigrach[1].
- W 1818 biskupstwo wigierskie przeniosło się do Sejn, a opiekę nad kościołem Niepokalanego Poczęcia Najświętszej Maryi Panny przejęła parafia przyjmując jego wezwanie[3].
- W 1842 kościół z Magdalenowa sprzedano Michałowi Habermanowi właścicielowi wsi Smolany[1].
- W 1988 parafia liczyła około 2300 wiernych[1].
- 9 czerwca 1999 kościół był miejscem modlitwy papieża Jana Pawła II podczas VII pielgrzymki do Polski[3].
- Obecnie do parafii należą następujące miejscowości: Aleksandrowo, Burdeniszki, Cimochowizna, Czerwony Folwark, Królówek, Leszczewek, Leszczewo, Maćkowa Ruda, Magdalenowo, Mikołajewo, Piertanie, Remieńkiń, Rosochaty Róg, Ryżówka, Stary Folwark, Tartak, Wigry, Wysoki Most, Żubrówka[3].